# Малки далечни острови на САЩ
Малките далечни острови са задморска територия на САЩ. Всички, с изключение на о. Наваса в Карибско море, се намират в Тихия океан. Никой от тях няма постоянно население.
Състав:
- Атол Джонстън – 16°44′ с. ш. 169°32′ з. д. / 16.733333° с. ш. 169.533333° з. д.. Владение на САЩ в централните части на Тихия океан, на 1330 km югозападно от Хонолулу (Хавайски острови). Атолът се състои от няколко малки островчета (Джонстън, Акау, Хикина, Санд и др.), с обща площ на сушата 2,8 km² и височина до 10 m (на остров Санд). Брегова линия – 34 km. Население 1100 души, служители във военната база. Атолът е открит на 14 декември 1807 г. от английския морски капитан Чарлз Джонстън. Управлява се от Военното министерство и Военната ядрена агенция на САЩ, които са собственици на военната база на остров Джонстън.
- Атол Палмира
- Остров Бейкър – 0°12′ с. ш. 176°29′ з. д. / 0.2° с. ш. 176.483333° з. д.. Владение на САЩ в централните части на Тихия океан, на 3390 km югозападно от Хонолулу (Хавайски острови), част от о-вите Феникс. Площ 1,6 km² и височина до 8 m. Необитаем. Открит е през 1823 г. от британския морски капитан Обид Старбак.
- Остров Джарвис – 0°22′ ю. ш. 160°00′ з. д. / 0.366667° ю. ш. 160° з. д.. Владение на САЩ в централните части на Тихия океан, на 2420 km южно от Хонолулу (Хавайски острови), част от о-вите Лайн. Площ 4,45 km² и височина до 7 m. Необитаем. Открит е на 21 август 1821 г. от британския морски капитан Матю Браун. На острова има находища на птичи тор (гуано). Изоставено рибарско селище – Милърсвил.
- Острови Мидуей
- Остров Наваса
- Остров Хауленд – 0°48′ с. ш. 176°37′ з. д. / 0.8° с. ш. 176.616667° з. д.. Владение на САЩ в централните части на Тихия океан, на 3360 km южно от Хонолулу (Хавайски острови), част от о-вите Феникс. Площ 1,8 km² и височина до 3 m. Необитаем. Открит е през 1822 г. от американския морски капитан Томас Уърт. На острова има находища на птичи тор (гуано).
- Риф Кингман
- Остров Уейк